# Шепелівка (Козельщинський район)
Шепелівка — село, Василівська сільська рада, Козельщинський район, Полтавська область, Україна.
Населення 1982 року становило 50 осіб.
Село ліквідоване 1986 року.

## Географія
Село Шепелівка розташоване в сильно заболоченій місцевості за 2 км від сіл Павлівка, Олександрівка та Харченки.